# 朝鮮民主主義人民共和国最高指導者専用列車
朝鮮民主主義人民共和国最高指導者専用列車（ちょうせんみんしゅしゅぎじんみんきょうわこくさいこうしどうしゃせんようれっしゃ）は、朝鮮民主主義人民共和国の最高指導者が利用する特別編成の列車。太陽号とも1号列車とも呼ばれる。

## 概要
ソビエト連邦の指導者スターリンから金日成（朝鮮民主主義人民共和国首相・国家主席）に贈られた列車が原型とされる。飛行機嫌いの金正日（国防委員長・朝鮮労働党中央委員会総書記）が、国内視察や海外訪問に頻繁に使っていたことで知られており、錦繍山太陽宮殿の解説によれば、「人民の現場」に赴く視察に用いられた回数は1,647回、延べ39万8千km。外国に列車で訪問した距離は、6万4千kmとされている。2011年の金正日の死も列車内であったと報道されている。
金正日の死後、後継者の金正恩（朝鮮労働党委員長）も専用列車を利用しており、2018年には初の外遊として中華人民共和国訪問を行った際にも運行された。なお、同年3月26日に北京駅に到着した時点では、中国側の東風11Z型（DF11Z）電気式ディーゼル機関車が専用列車を牽引していた。
翌2019年にはハノイでの米朝首脳会談のため、ベトナム社会主義共和国に向けて行われた運行では、2月23日に中国に入り遼寧省、河北省、河南省、湖北省、湖南省、広西チワン族自治区を南下。中国-ベトナムの国境を越えて2月26日にドンダン駅に到着するまで間、約4500キロメートルの運行となった。平均速度は時速67km/h程度であるため、中国側の高速鉄道は複数の列車が運休となった。牽引する機関車は、金正恩がそれまで外遊で使用していた東風11Z型ではなく、中国国鉄東風4型ディーゼル機関車（DF4D）が牽引していた。この時に専用列車は中国の憑祥駅で停車し、南寧駅で整備を受けていた。
2020年3月から4月にかけて金正恩の消息が伝えられなくなった際には、アメリカの北朝鮮情報サイト38ノースが衛星写真を使用して専用列車が元山市にある金一族の専用別荘に併設された専用駅（松涛園線に連結）に停車し続けていることを特定。金正恩が現地に滞在している可能性を惹起させた。
2023年9月には、金正恩のロシア訪問に合わせて、平壌駅からアムール州にあるボストチヌイ宇宙基地付近の間で運行された。23両編成で後部には4両、従前の塗色の客車とは異なる銀色の車両が連結されていた。

## 車両
通常、ディーゼル機関車2両と客車17-21両で運行されるが、指導者の乗車の有無をカモフラージュするために、外見が同じ編成の列車を複数運行することもある。車体色は緑色で、黄色いラインが入ったもので統一される。指導者が乗車する車両は、特に豪華な内装とセキュリティや最新の通信機器などが装備されており、2001年のロシア訪問の際に同乗したロシア大統領極東全権特使のコンスタンチン・プリコフスキーは、列車の床には防弾用鉄板が敷かれていること、映画鑑賞と電子地図に使われるスクリーンが2つあると韓国の中央日報に説明した。また、2011年のロシア訪問の際の記録映画では車内における金正日の執務風景が紹介されている。

### リムジンの搭載
列車編成の中には、要人輸送用の自動車を搭載する車両も連結されているとされてきた。2018年3月の金正恩訪中の際に北京市内で使用された北朝鮮側の車両は、金正恩が普段、平壌市内で使用している防弾仕様のメルセデス・ベンツ・W221と外観等が同じであり、北朝鮮から中国へ専用列車で持ち込まれたものと考えられている。
2023年の東方経済フォーラムに伴う金正恩の訪露において、メルセデス・ベンツのリムジンを列車内に格納している姿が報じられた。

### 演壇
専用列車には、側面を開放して演壇を設置し、停車した状態で演説が実施できる車両が存在する。また、この車両にも自動車の搭載が可能である
。

## 列車への襲撃
2004年、専用列車が通過した後に発生した大爆発（龍川駅列車爆発事故）は、金正日の暗殺を狙い失敗したものとする説がある。また、2012年頃には金正恩乗車の列車転覆を狙い爆発物を集めていた元受刑者が摘発される事件も発生している。